# Friedrich Bernhard Westphal
Friedrich Bernhard Westphal (også Fritz Westphal, født 5. oktober 1803 i Slesvig ; død 24. december 1844 i København) var en tysk-dansk genremaler, litograf og illustrator.
Som 17-årig (1820-21) blev Westphal elev på Kunstakademiet i København og udstillede 1824 en komposition, Scene af Syndfloden.
1827 bosatte han sig i fødebyen Slesvig og levede dér af at male portrætter. Han foretog udlandsrejser til blandt andet Tyskland og Norden og vendte omkring 1836 tilbage til studierne på Kunstakademiet.
1837 fik han den mindre guldmedaille for David opmuntrer Saul ved sit Harpespil og 1838 den Neuhausenske Præmie for Kong Valdemar sætter liden Else paa Prøve. Kort efter blev han kostumetegner ved Det Kongelige Teater. Westphal døde ugift juleaftensdag 1844.
| - Værker af Friedrich Bernhard Westphal - Thomas Fearnley, norsk landskabsmaler 1829 - Kong Valdemar sætter Liden Else på prøve, 1838 (der gav ham den Neuhausenske Præmie) |

| - Thorvaldsens modtagelse på Toldboden den 17. september 1838 1839-41 - Hvilende jægere 1843 |